# El dilema social de los vehículos autónomos
Se ha abierto un  debate sobre el dilema moral del tranvía llevado a los coches autónomos a partir de un estudio planteado por la revista científica Science. Si estos vehículos, que serán capaces de conducir sin intervención humana, han de elegir entre salvar la vida de 1 persona o la de 5, ¿Qué deben mandar los algoritmos que hagan?

## Dilema del tranvía

Diagrama del dilema del tranvía

Un tranvía corre fuera de control por una vía. En su camino se hallan cinco personas atadas a la vía por un filósofo malvado. Afortunadamente, es posible accionar un botón que encaminará al tranvía por una vía diferente, por desgracia, hay otra persona atada a ésta. ¿Debería pulsarse el botón?
Este problema fue planteado por primera vez por la filósofa Philippa Foot en un artículo de 1967. Desde su planteamiento se ha convertido en uno de los problemas éticos más debatidos y con más variantes.
En este caso, las respuestas distan entre sí, tanto en función de la rama filosófica que plantee la respuesta como de la variante cuestionada. No obstante, no cabe duda de que sigue siendo un dilema moral con poca unanimidad en sus respuestas.

## Vehículo autónomo

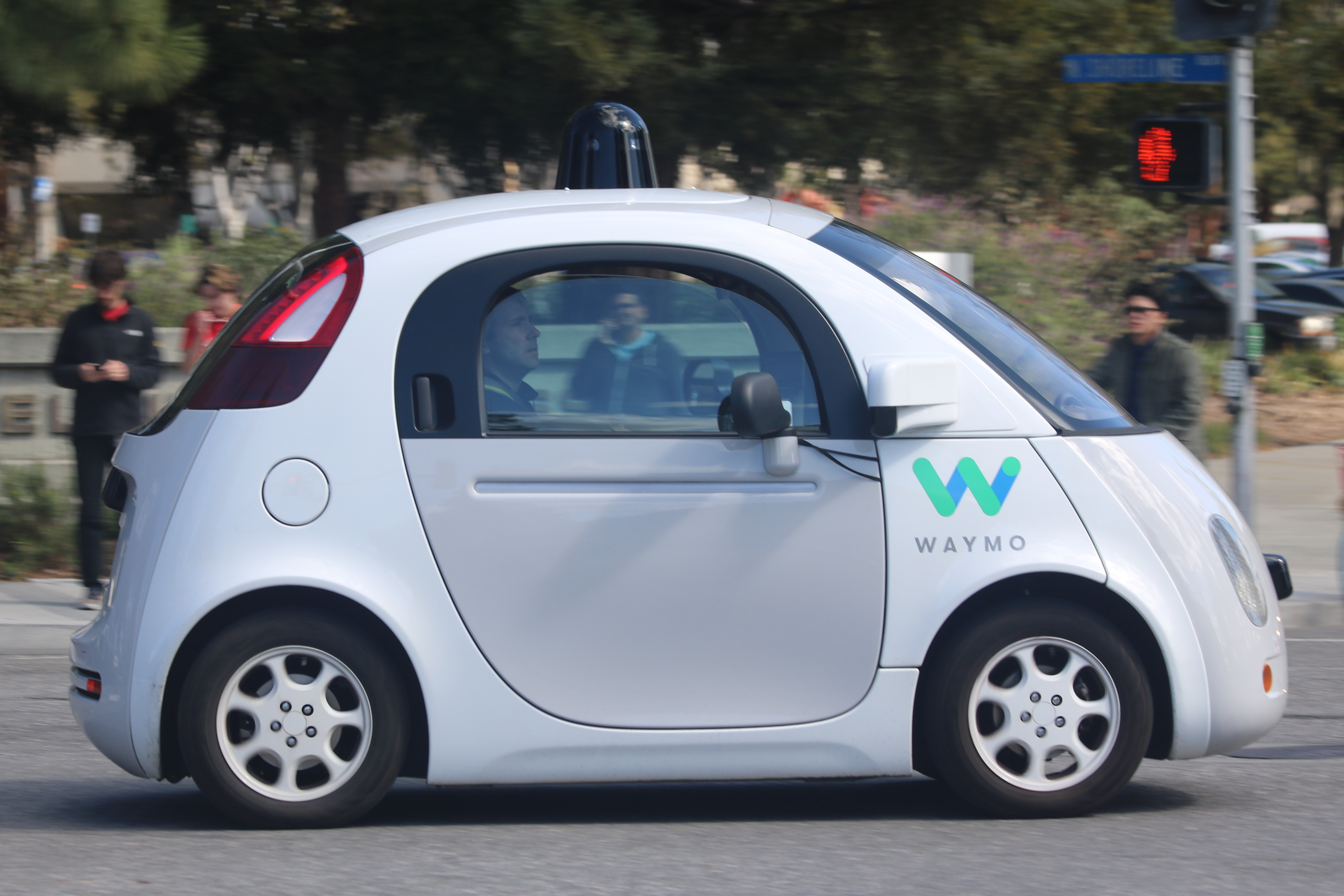
Un coche autónomo en circulación.

El vehículo autónomo (O robótico) es un coche sin conductor, capaz de imitar las capacidades de manejo y control humanas. Este vehículo es capaz de percibir el medio que le rodea y navegar en consecuencia, necesitando la ayuda humana únicamente para elegir destino.
Hasta ahora este tipo de vehículos se han activado en Singapur (Taxi autónomo) y en Pittsburg y San Francisco (Uber), donde acabaron siendo eliminados tras el fallecimiento de una mujer a causa de este invento.

## Dilema
El acercamiento a la realidad del dilema del tranvía a través de los vehículos autónomos ha abierto numerosos debates donde las respuestas distan en función de quienes son las "posibles víctimas" en el accidente. En este dilema existen dos posibilidades de actuación: la activa y la pasiva. Es entonces la pregunta principal de este dilema: ante una situación de peligro con dos posibles consecuencias negativas, ¿hay que participar? ¿O hay que permanecer inactivo y que decida la determinación previa?

### Experimento Massachusets
Para dar respuesta a este dilema, investigadores del Instituto de tecnología de Massachusets y otras instituciones condujeron un experimento social donde preguntaban a 26 millones de personas diferentes tipos de cuestiones morales relacionadas con el mismo dilema:
De entre ellas, las más destacables fueron las siguientes:
¿Debería un coche en el que viajan un hombre, una mujer y un niño chocarse contra un muro para proteger a tres peatones ancianos?
¿Debería un coche sin conductor atropellar a una persona desempleada, a un niño y a un gato para salvar a un hombre, a una mujer y a un niño?
¿Y si la persona a la que podemos salvar o atropellar es un criminal?
¿Y si es una mujer embarazada o tiene alguna discapacidad?
Las respuestas a estas preguntas varían en función de la parte del mundo donde se hagan. Por ejemplo, en el sur se observa una clara preferencia a preservar la vida de los jóvenes sobre la de la gente mayor, algo que sucedía al contrario en el este y mundo Islámico. De la misma forma sucedía a la hora de decidir preservar la vida de gente con diferentes estatus económicos, prefiriendo salvar a aquellas personas con puestos de trabajo sobre los parados. En comparación con la vida de un hombre o una mujer adulta, la vida de un criminal se tenía en muy baja estima: los sujetos llegaron a preferir salvar la vida de un perro.

Es importante tener en cuenta que para la realización de este estudio no se contó con la participación de una muestra representativa del conjunto de la sociedad pues la mayoría participante eran hombres con títulos universitarios entre los 20 y 30 años.

### Investigación Oregón
Diversos investigadores del departamento de Psicología de la Universidad de Oregón y del MIT han llevado a cabo una investigación sobre el dilema social que genera la conducción automática: "Los programadores, que tratan de definir los algoritmos para ayudar a que estos coches tomen decisiones, se enfrentan a múltiples retos. A esto se añaden cuestiones éticas y morales que hasta ahora no se han debatido en profundidad, por lo que no hay una respuesta clara para este dilema. El equipo de este estudio realizó 6 encuestas a residentes de Estados Unidos realizando preguntas sobre cómo les gustaría que se comportaran los vehículos autónomos, incluyendo escenarios sobre el número de vidas de peatones que podrían salvar.  
Entre las respuestas, una mayoría de participantes afirmó que los coches autónomos deberían estar programados para proteger a los peatones (usando algoritmos utilitarios), pero preferirían comprar aquellos cuya programación les diera prioridad como pasajeros en cuanto a seguridad, sobre todo en viajes familiares.  
Además, para este estudio se creó la web interactiva Moral Machine para que la gente pudiera explorar y crear nuevas situaciones.